# Cryptotettix impennis
Cryptotettix impennis is een rechtvleugelig insect uit de familie doornsprinkhanen (Tetrigidae). De wetenschappelijke naam van deze soort is voor het eerst geldig gepubliceerd in 1939 door Günther.
1. ↑  (en) Cryptotettix impennis op de IUCN Red List of Threatened Species.